# Династія Юліїв-Клавдіїв
Це стаття про династію імператорів. Про римський рід див. Юлії-Клавдії
Юлії-Клавдії  — перший династичний рід римських імператорів, який був при владі в римській імперії з 27 р. до н. е. до 68 року н. е. Таке датування ведеться з дня, коли Октавіан Август стає імператором (27 р. до н. е.). З другої точки зору, початком правління династії вважається 14 рік — рік смерті Октавіана, початок правління Тиберія. Наступниками їх були імператори династії Флавіїв.

## Представники династії
| № з/п | Імператор       | Роки правління         |
| 1     | Октавіан Август | 27 до н. е. — 14 н. е. |
| 2     | Тиберій         | 14—37                  |
| 3     | Калігула        | 37—41                  |
| 4     | Клавдій         | 41—54                  |
| 5     | Нерон           | 54—68                  |